# Casa dels set electors
La Casa dels set electors és un edifici del Gran Anell de la ciutat polonesa de Breslau. L'edifici és la casa número vuit.

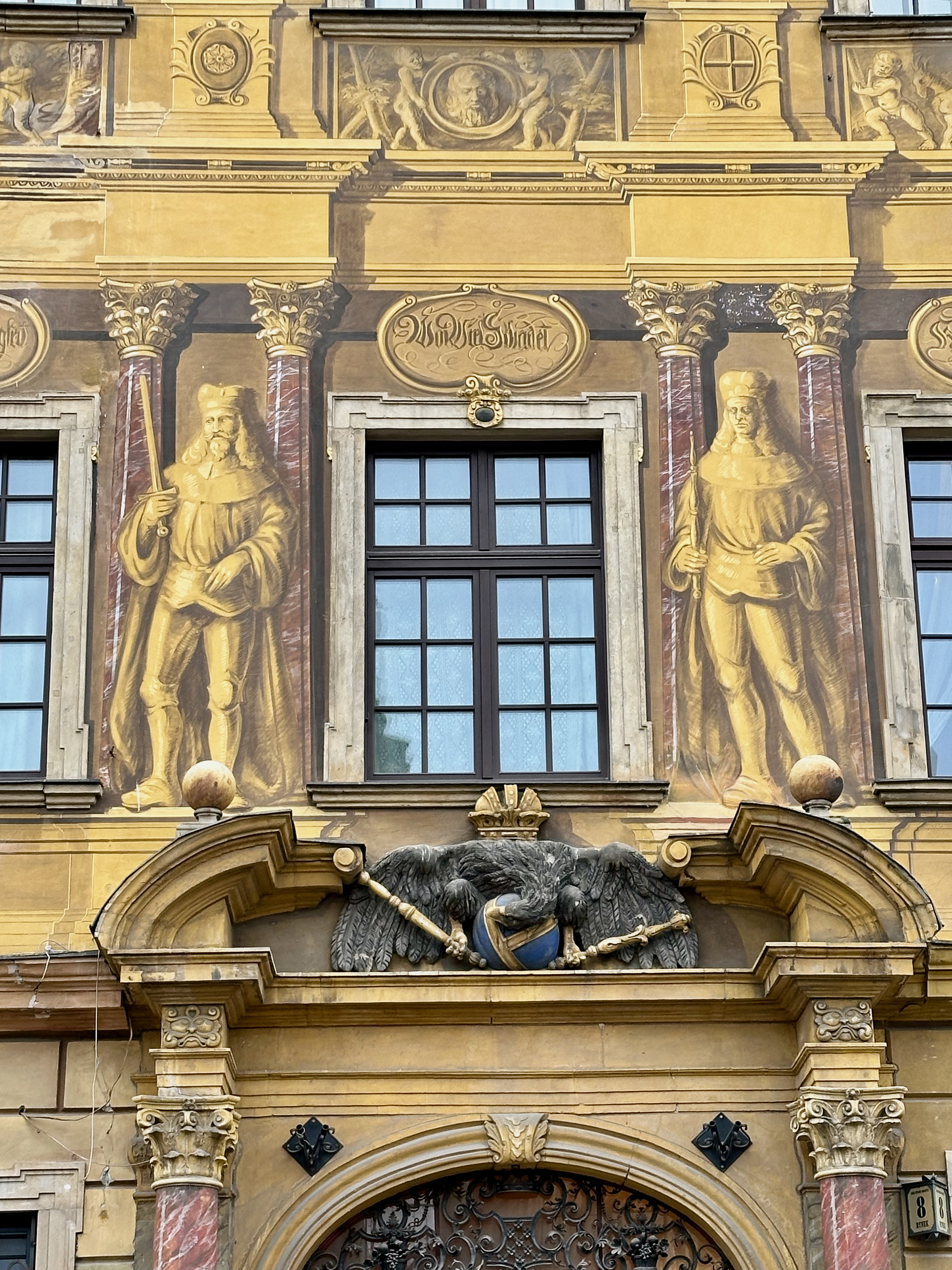
Detall de dos electors

L'edifici data del segle XIII. La façana es va acabar l'any 1672 i és de l'artista italià Giacomo Scianzi. L'edifici està decorat amb frescos de l'emperador Leopold II i dels set electors del Sacre Imperi Romanogermànic, essent els arquebisbes de Magúncia, Colònia i Trèveris, els electors de Saxònia i Baviera, el comte Palatí del Rin i el marcvgravi de Brandenburg. El portal està decorat amb una àguila, símbol dels Habsburg de l'època.